# Vjačeslav Zajcev (cestista)
Vjačeslav Andreevič Zajcev (in russo Вячеслав Андреевич Зайцев?; Leningrado, 28 agosto 1989) è un cestista russo.

## Statistiche

### Eurolega
| Anno      | Squadra      | PG  | PT | MP   | TC%  | 3P%  | TL%  | RP  | AP  | PRP | SP  | PP  |
| --------- | ------------ | --- | -- | ---- | ---- | ---- | ---- | --- | --- | --- | --- | --- |
| 2009-2010 | Chimki       | 1   | 0  | 1,3  | -    | -    | -    | 0,0 | 0,0 | 0,0 | 0,0 | 0,0 |
| 2010-2011 | Chimki       | 3   | 0  | 3,5  | 0,0  | 0,0  | -    | 0,0 | 0,0 | 0,3 | 0,0 | 0,0 |
| 2017-2018 | Chimki       | 20  | 1  | 5,2  | 27,8 | 20,0 | 100  | 0,5 | 0,6 | 0,0 | 0,2 | 0,8 |
| 2018-2019 | Chimki       | 15  | 1  | 6,5  | 42,9 | 33,3 | 66,7 | 0,5 | 0,5 | 0,4 | 0,3 | 1,8 |
| 2019-2020 | Chimki       | 19  | 7  | 12,2 | 55,0 | 16,7 | 57,1 | 2,1 | 1,1 | 0,5 | 0,5 | 2,8 |
| 2020-2021 | Chimki       | 34  | 26 | 19,5 | 45,8 | 32,5 | 81,1 | 2,4 | 2,4 | 1,3 | 0,4 | 5,1 |
| 2021-2022 | UNICS Kazan' | 8   | 2  | 9,6  | 50,0 | 50,0 | 83,3 | 1,6 | 1,8 | 0,1 | 0,2 | 1,5 |
| Carriera  | Carriera     | 100 | 37 | 11,8 | 45,5 | 29,0 | 75,3 | 1,5 | 1,4 | 0,6 | 0,3 | 2,8 |

## Palmarès
- VTB United League: 2

Chimki: 2010-2011
UNICS Kazan': 2022-2023
- Coppa di Russia: 1

Uralmaš Ekaterinburg: 2024-2025